# Cilicaeopsis sculpta
Cilicaeopsis sculpta is een pissebed uit de familie Sphaeromatidae. De wetenschappelijke naam van de soort is voor het eerst geldig gepubliceerd in 1928 door Baker.